# Ipumirim
Ipumirim is een gemeente in de Braziliaanse deelstaat Santa Catarina. De gemeente telt 7.400 inwoners (schatting 2009).

## Aangrenzende gemeenten
De gemeente grenst aan Arabutã, Concórdia, Faxinal dos Guedes, Lindóia do Sul, Ponte Serrada, Seara, Vargeão en Xavantina.